# Proposte di riforma del genere in esperanto
Ci sono state alcune proposte di riforma della formazione del genere in esperanto, poiché la distinzione del genere, sebbene molto più simmetrica della gran parte delle lingue, non è simmetrica del tutto tra il genere maschile e quello femminile. Se questo non interessa quasi nessuno degli esperantisti più esperti che hanno dimestichezza la lingua internazionale e non considerano necessario limare certi dettagli, con internet alcune di esse trovano posto per essere quantomeno fatte conoscere. È importante anche sottolineare che l'ipotetica attuazione di alcune riforme non è possibile perché per convenzione, cambiando i principi del Fundamento de Esperanto porterebbe ad una lingua riformata.

## Premessa
La questione è in apparenza semplice, ma in effetti è delicatissima e non riassumibile in questo articolo. Tuttavia questa premessa dovrebbe permettere di comprendere al meglio di cosa si tratta.
Molte lingue hanno grammaticalizzato il genere e quindi indicano in modo diverso il genere di persone o animali. Può succedere che il genere non sia applicato rigorosamente, e che in alcuni casi un genere prevalga sull'altro. Si tratta di regole che non sono ritenute sessiste, ma semplicemente convenzioni per la comunicazione, ed infatti non sono criticate quando presenti nelle lingue naturali. Ad esempio, in italiano si tende ad usare il maschile per gruppi di persone di entrambi i sessi. Ciò non sempre è a favore del genere "privilegiato", ad esempio, sempre in italiano (ma anche in inglese e molte altre lingue), quando qualcuno che non si conosce ha compiuto un'azione cattiva, si parla di questi al maschile: quindi "un ladro", "l'assassino", "colui che ha compiuto il misfatto" ecc. In realtà, tutti i locutori conoscono tali convenzioni della lingua, quindi capiscono che non necessariamente si tratta di persone di sesso maschile, e non si stupiscono se alla fine di un giallo, "l'assassino" era una donna. Dell'esperanto, che come si vedrà più avanti è molto più simmetrico di molte lingue, viene però talvolta fatta notare la formazione del genere che in alcuni casi non è simmetrica. Da far notare però, che manca nell'esperanto un diverso tipo di sessismo, questo più di tipo culturale. Ci sono molti esempi di parole o espressioni che, anche nelle lingue moderne, cambiano di significato se rese al femminile (o talvolta al maschile) divenendo dispregiativi o espressioni non sempre gentili. Ad esempio, in italiano possiamo trovare le seguenti espressioni, alcune delle quali possono avere corrispettivi in altre lingue:
- il governante comanda; la governante invece serve
- buon uomo è sinonimo di persona per bene; buona donna è sinonimo di donnaccia
- massaggiatore è chi massaggia; massaggiatrice è usato in modo ambiguo
- l'uomo della strada è una persona normale; la donna di strada è sinonimo di prostituta
- il maestro è colui che dà insegnamenti, o anche un bravo musicista; la maestra è intesa nel senso di insegnante delle elementari, e talvolta, si chiama "maestrina" una donna troppo precisa. Non si dice "maestra" ad una grande musicista.

Ogni lingua, anche moderna, ha le sue asimmetrie, ad esempio in inglese: cane/cagna si direbbe in teoria dog/bitch, ma il femminile di questa parola in inglese è ormai usato solo per insulti e quindi praticamente impronunciabile nel senso zoologico senza causare situazioni di imbarazzo. Sempre l'inglese ha le sue eccezioni: una cosa inanimata dovrebbe essere neutra e quindi avere il pronome it, ma, quando ci si riferisce ad alcune cose, ad esempio la nazione d'Inghilterra, una barca o la stessa lingua inglese, si usa il pronome she.

## Il genere in esperanto
In esperanto non esiste il genere grammaticale come in italiano: ogni sostantivo e aggettivo è grammaticalmente neutro. Tuttavia si può esplicitare che un nome è riferito ad un essere sessuato (persona o animale) di genere femminile mediante l'apposizione del suffisso -in-, seguito dalla desinenza per i sostantivi -o, quindi il suffisso composto è -ino. Per comodità in questa pagina ci si riferirà ai suffissi includendo la -o finale: in questo caso -ino. Quindi le radici sono usate per indicare sia esseri di genere maschile che esseri asessuati o inanimati, mentre la forma per gli esseri sessuati di genere femminile deve essere ricavata. 
- maschile e neutro: -o
- femminile: -ino

Al plurale, si può esplicitare che un gruppo di persone o cose è formato da ambosessi apponendo il prefisso ge-.
Tuttavia il vezzeggiativo prevede una forma simmetrica per la formazione del genere:
- vezzeggiativo maschile: -ĉjo
- vezzeggiativo  femminile: -njo

Si noti che in questi due suffissi la "ĉ" caratterizza il maschile, mentre la "n" il femminile.

### I pronomi
I pronomi personali della terza persona singolare sono:
- li = egli (essere sessuato di genere maschile)
- ŝi = ella (essere sessuato di genere femminile)
- ĝi = esso/a (cosa asessuata)

Ludwik Lejzer Zamenhof, il creatore dell'esperanto, usò dapprima li anche per indicare una persona il cui sesso è sconosciuto, come generalmente avviene anche in italiano. Questo suscitò già allora delle critiche, per cui egli stesso suggerì di usare ĝi (il pronome neutro) anche per indicare una persona, se il suo sesso non si conosce, ad esempio perché si parla di un anonimo, si parla in generale o non si conosce chi ha compiuto un'azione. Tuttavia egli lasciò alla comunità esperantista la questione dei sostantivi, che però è ancora oggi fonte di dibattito tra chi la ritiene un dettaglio non di rilievo, e chi propone delle riforme.

## Proposte di riforma del genere
Ci sono state varie proposte che hanno o hanno avuto più o meno successo, quindi qui sono riportate alcune tra le più note.

### Icismo
La riforma cosiddetta icista (iĉismo in esperanto) prevede di rendere simmetrica la formazione del genere utilizzando come neutre le radici, e poi eventualmente esplicitarne il sesso mediante due suffissi:
- maschile: -iĉo
- femminile: -ino

Il suffisso femminile è quindi quello classico dell'esperanto, mentre quello maschile è stato ricavato ispirandosi al suffisso vezzeggiativo maschile, che presenta una ĉ al posto della n del vezzeggiativo femminile.
Secondo la riforma icista valgono le seguenti regole:
- Il suffisso -iĉo (maschile) è usato simmetricamente al suffisso -ino (femminile). Questi suffissi sono usati per rendere il genere del nome quando questo è necessario (esseri sessuati).
- Tutti i nomi senza suffisso -iĉo o -ino non hanno genere specificato.
- Si usa il prefisso ge- al plurale per esplicitare i gruppi misti di maschi e femmine. Se non è presente tale prefisso, non si può dedurre nulla del sesso degli individui del gruppo.

Esempio di applicazione della riforma icista:
| Affisso | Singolare                                             | Plurale |
| -       | amiko = amico/a (sesso non specificato o sconosciuto) | amikoj = amici e/o amiche, non dà nessuna informazione riguardo al sesso degli amici o delle amiche a cui si riferisce (potrebbero essere tutti maschi, o tutte femmine, o misto, non si sa). |
| -iĉo    | amikiĉo = amico                                       | amikiĉoj = amici solo maschi |
| -ino    | amikino = amica                                       | amikinoj = amiche solo femmine |
| ge-     | -                                                     | geamikoj = (gruppo di amici con almeno un individuo per ognuno dei due sessi) |

Si noti che utilizzare ge- anche al singolare non è considerato un errore, ma esso è equivalente alla forma senza affisso, quindi è una forma ridondante, utilizzabile per rafforzare l'idea di non specificazione del sesso anche al singolare.
Questa proposta di riforma ha avuto il maggior successo probabilmente per via della sua derivazione dal vezzeggiativo maschile che la rende  più facilmente accettabile senza richiedere grossi cambiamenti alla lingua (pare inoltre che sia stato inventato indipendentemente da diversi esperantisti). Non per ultimo, essa è stata già usata dal noto scrittore Jorge Camacho in alcune opere.
Ci sono discussioni se applicare la regola interamente come descritto sopra o mantenere comunque delle parole con un sesso predeterminato anche senza alcun suffisso che ne indichi il genere (proposta che sembra più applicabile). Quindi edzo, samurajo (marito, samurai) e simili, sarebbero maschili anche senza necessariamente avere -iĉo, mentre dall'altro lato damo, gejŝo (dama, geisha) ed altre parole sarebbero femminili anche senza -ino.
In realtà ci sono anche altre proposte di riforme che prevedono due suffissi simmetrici per indicare il sesso, il loro elenco sarebbe tedioso e sempre incompleto (alcune proposte non hanno quasi avuto seguito e sono quasi sconosciute). Questa viene spiegata come riforma-tipo, essendo sufficiente per capire il meccanismo delle altre riforme simili, per ottenere le quali basta solo sostituire un diverso suffisso maschile e femminile a quelli icisti. Un'eccezione è ad esempio il riismo, che si spinge oltre all'aggiunta dei suffissi, e che verrà accennato brevemente in seguito.

### Riismo
È una proposta di riforma che utilizza gli affissi ge-, -iĉo e -ino allo stesso modo dell'icismo, ma va oltre ciò, proponendo in più l'eliminazione della distinzione dei generi alla terza persona dei pronomi personali. Vale infatti che un unico pronome, “ri” sostituisce i pronomi personali li, ŝi, ĝi; questo pronome dà il nome alla riforma.
Secondo il Prezento de Riismo (Presentazione del riismo):
- Il pronome ri sostituisce i pronomi li (egli), ŝi (ella) e ĝi (esso/a, per oggetti asessuati).
- Il suffisso -iĉo (maschile) è usato simmetricamente al suffisso -ino (femminile). Questi suffissi sono usati per rendere il genere del nome quando questo è necessario (esseri sessuati) esattamente come nell'icismo.
- Tutti i nomi senza suffisso -iĉo o -ino non hanno genere. Tuttavia, se c'è rischio di confusione, si può continuare a specificare la mancanza di genere usando il prefisso ge-.

Ad esempio, prezidanto (presidente, sesso non specificato) può essere prezidantiĉo (presidente, maschile) o prezidantino (presidentessa). Segue che sia patriĉo (padre) che patrino (madre) sono (ge)patroj (genitori). Ri invece significa lui, lei, esso/a riferito a qualsiasi cosa o essere umano di terza persona singolare.
Questa riforma va in contrasto con le 16 regole dell'esperanto (le regole basilari che non si possono cambiare, per mantenere l'unità della lingua internazionale), dove sono chiaramente indicati li, ŝi, ĝi come i pronomi personali di terza persona singolare; lo stratagemma usato per ovviare a ciò è quello di non prevedere una "eliminazione ufficiale" di tali pronomi dal vocabolario esperantista, bensì ufficiosa, considerandoli arcaismi e non usandoli più. Tale stratagemma non piace a molti, che vedono in esso un precedente pericoloso di raggiro delle 16 regole di base che potrebbe essere abusato.

### Uso di vir- e fem-
Un'altra soluzione per formare simmetricamente il genere è quella di apporre dei prefissi alla radice, che viene considerata neutra. Genericamente i prefissi proposti sono vir- per il maschile e fem- per il femminile, mentre il plurale dei gruppi misti è sempre ge-.
| Prefisso | Singolare                    | Plurale                              |
| -        | homo = essere umano, persona | homoj = esseri umani, persone        |
| vir-     | virhomo = uomo               | virhomoj = uomini (solo maschi)      |
| fem-     | femhomo = donna              | femhomoj = donne                     |
| ge-      | -                            | gehomoj = (gruppo di) uomini e donne |

Secondo tale logica, femo significherebbe femmina, e viro significherebbe maschio (e non uomo).